# Kulu (Mila)
Kulu is een bestuurslaag in het regentschap Pidie van de provincie Atjeh, Indonesië. Kulu telt 701 inwoners (volkstelling 2010).